# Labium occidentale
Labium occidentale là một loài tò vò trong họ Ichneumonidae.